# Augustine Washington
Pour les articles homonymes, voir Washington et Augustin (homonymie).
Augustine Washington, Sr, né vers 1694 et mort le 23 avril 1743, est le père de George Washington. 

## Biographie
Augustine est né à Bridges Creek dans le comté de Westmoreland en Virginie, il est le fils de Lawrence Washington II et Mildred Warner Washington. Augustin est mort dans la ville de Fredericksburg quand George Washington avait seulement 11 ans.

### Ses enfants avecJane Butler
- Butler Washington - (né en 1716)
- Lawrence Washington- (1718-1752)
- Augustin Washington, Jr. - (1720-1762)
- Jane Washington - (1722-1735)

### Ses enfants avecMary Ball
- George Washington - (1732-1799)
- Betty Washington Lewis - (1733-1797)
- Samuel Washington - (1734-1781)
- John Augustine Washington - (1736-1787)
- Charles Washington - (1738-1799)
- Mildred Washington - (1739-1740)

## Sources
- (en) Cet article est partiellement ou en totalité issu de l’article de Wikipédia en anglais intitulé « Augustine Washington » (voir la liste des auteurs).